# Phrynetopsis thomensis
Phrynetopsis thomensis är en skalbaggsart som först beskrevs av Jordan 1903.  Phrynetopsis thomensis ingår i släktet Phrynetopsis och familjen långhorningar.
Artens utbredningsområde är São Tomé. Utöver nominatformen finns också underarten P. t. principis.